# Río Molopo
El río Molopo (en afrikáans: Moloporivier; en inglés: Molopo River) es uno de los principales ríos de África del Sur, un río estacionario que normalmente desaparece en áreas próximas al desierto de Kalahari pero que en época de crecidas excepcionales puede llegar a alcanzar el río Orange. Tiene una longitud aproximada de 960 km y drena una cuenca de 367.201 km², perteneciente a Botsuana, Namibia y Sudáfrica casi en la misma proporción (un tercio cada uno).
Molopo es un término que en tswana o setswana significa 'río', siendo un caso claro de tautopónimo.

## Geografía

### Curso
El río Molopo tiene su fuente en Sudáfrica, en la provincia del Noroeste, entre las localidades de Groot Marico y Lichtenburg  y fluye generalmente primero, hacia el oeste, y luego hacia el suroeste. En su curso medio forma una parte importante de la frontera entre Botsuana y Sudáfrica.
El caudal del río es intermitente y cuando fluye sus aguas corren muy lentamente debido a un gradiente de sólo 0,76 m/km. Las inundaciones son poco frecuentes porque las vastas extensiones sandveld del desierto de Kalahari, en el lado namibio de su cuenca, absorben toda el agua de las lluvias estacionales. En caso de precipitaciones excepcionalmente fuertes y continuas, el río descarga en el río Orange, con el que se encuentra aguas abajo del parque nacional de las Cataratas Augrabies (28°31′02″S 20°12′46″E / -28.51722, 20.21278). Se cree que esto último ocurrió hace más de 100 años.

### Tributarios
El principal afluente del Molopo es el río Nossob (de 740 km), un río habitualmente seco cuya confluencia se encuentra a unos 50 km al sur de la pequeña localidad de Twee Rivieren, a 890 m sobre el nivel del mar. Otros afluentes son:
- río Kuruman
- río Phepane
- río Ramatlabama
- río Madebe
- río Modimola
- río Setlagoli

## Presas
El Molopo superior es parte del Área de gestión del agua Cocodrilo (West) y Marico (Crocodile (West) and Marico Water Management Area) y la inferior está incluida en el  Área de gestión del agua Bajo Vaal (Lower Vaal Water Management Area). Las mayores presas en el río son dos pequeñas presas situadas ambas cerca de la ciudad de Mafikeng, Sudáfrica, que se encuentra a orillas del río: la presa de Setumo, construida en 1995, con 17 m de altura y 1.600 m de longitud; y la presa de Disaneng, construida en 1980, con 17 m de altura y 780 m de longitud.